# Cantone di Desamparados
Il cantone di Desamparados è un cantone della Costa Rica facente parte della provincia di San José.
Esso è ubicato nella Valle Centrale, all'interno della cintura urbana di San José. Confina a nord con i cantoni di San José e Curridabat, a nordest con quello di La Unión, a nordovest con il cantone di El Guarco, a est con il cantone di Cartago, a sud con quello di León Cortés e Dota, a ovest con i cantoni di Aserrí e Alajuelita.
Il cantone di Desamparados fu istituito per legge il 4 novembre 1962.
Nel territorio del cantone sono ubicati il Parco del Centenario e il museo storico la Carreta.

## Geografia antropica

### Suddivisioni amministrative
Il cantone  è suddiviso in 12 distretti:
- Damas
- Desamparados
- Frailes
- Gravilias
- Patarrá
- Rosario
- San Antonio
- San Cristóbal
- San Juan de Dios
- San Miguel
- San Rafael Abajo
- San Rafael Arriba